# Tronox
Tronox, Inc. NYSE: TRX è un'azienda chimica statunitense con sede a Oklahoma City che si occupa della produzione di pigmenti di biossido di titanio (TiO2).
L'azienda fu fondata il 21 novembre 2005 dallo scorporo della società Kerr-McGee.
L'attuale CEO (luglio 2008) è Tom Adams.

## Stabilimenti
La compagnia ha impianti in molte parti nel mondo.
- USA: Tronox è presente a Savannah, Georgia; Henderson (Nevada); Hamilton (Mississippi).

Il quartier generale della società Tronox è a Oklahoma City, Oklahoma, nell'attuale Oklahoma Tower.
- Europa: Stabilimenti a Krefeld-Uerdingen, Germania, e Botlek, Paesi Bassi.
- Australia: Stabilimenti a Kwinana, Australia